# Élections législatives niuéennes de 2017
Des élections législatives ont lieu à Niue le 6 mai 2017. Il s'agit de renouveler l'ensemble des vingt membres du parlement national (Fono Ekepule) de cet État, l'un des plus petits et des moins peuplés au monde, à l'issue d'une législature de trois ans.

## Système politique
Niue, pays composé d'une unique île polynésienne, est un État de facto indépendant, en libre association avec la Nouvelle-Zélande, qui conserve de jure la souveraineté sur l'île. En pratique, il n'y a pas d'ingérence néo-zélandaise dans les affaires niuéennes. Niue est une démocratie parlementaire fondée sur le modèle de Westminster. 
Le Fono Ekepule est un parlement monocaméral composé de 20 députés élus pour  trois ans selon un mode de scrutin mixte. Le pays compte quatorze circonscriptions électorales, élisant chacune un député. Chaque village niuéen correspond à une circonscription, à l'exception de la capitale, Alofi, qui est scindée en deux d'entre elles. Pour ces quatorze sièges, l'élection s'effectue au scrutin uninominal majoritaire à un tour, hérité du modèle britannique. Pour l'attribution des six autres sièges, les électeurs (soit tout résident permanent âgé d'au moins 18 ans) sélectionnent six noms parmi une liste de candidats. Ces sièges sont ainsi attribués via un mode de scrutin plurinominal majoritaire à un tour : les six candidats ayant reçu le plus de voix sont élus.
Il n'existe pas de partis politiques, depuis l'auto-dissolution du Parti du peuple niuéen en 2003. Tous les candidats se présentent donc sans étiquette, faisant de Niue une démocratie non partisane. (L'un des candidats, Igasia Mokole, met toutefois en avant son appartenance au Parti travailliste néo-zélandais.) Après l'élection, les députés élisent un président de l'assemblée, qu'ils choisissent en dehors du parlement, et un premier ministre, qu'ils choisissent parmi les leurs. Le premier ministre choisit alors au maximum trois députés, qu'il nomme ministres. Les ministres, y compris le premier ministre, conservent leurs sièges de députés,.
Le premier ministre sortant est Toke Talagi. Élu à cette fonction en 2008, il y avait été reconduit à la suite des législatives de 2011 puis de 2014. Togia Sioneholo est le chef des députés d'opposition durant la législature 2014-2017.

## Candidats
Vingt-trois candidats, dont neuf femmes, se présentent pour les six sièges du scrutin hors-circonscription. Les six députés sortants se représentent, dont le premier ministre Sir Toke Talagi, et le chef (informel) de l'opposition Togia Sioneholo (seul avocat parmi les députés, et beau-frère du premier ministre). O’love Jacobsen, ancienne députée puis haut-commissaire de Niue en Nouvelle-Zélande de 2011 à 2017, effectue son retour en politique, et affiche son ambition de prendre la direction du gouvernement, ce qui ferait d'elle la première femme à diriger le gouvernement niuéen. Terry Coe, député sans discontinuer depuis vingt-trois ans, et seul palagi (blanc) à avoir jamais siégé à l'Assemblée, se représente également. Il a la réputation d'un parlementaire qui n'hésite pas à poser des questions percutantes. Tama Posimani, anciennement ministre et président de l'Assemblée, mais absent de l'Assemblée depuis plusieurs législatives, vise un retour en politique.
Outre le premier ministre, les trois ministres du gouvernement sortant se représentent, tous en tant que députés de village : Pokotoa Sipeli (ministre des services sociaux, de la justice, des terres, de la culture et du patrimoine, de l'éducation et de la santé), Billy Talagi (ministre des ressources naturelles, de l'agriculture et de l'environnement), et Dalton Tagelagi (ministre des infrastructures, des communications et des transports). Des quatorze députés de village, treize se représentent. L'exception est Fisa Pihigia, député de Tuapa depuis 1993 mais qui a quitté l'Assemblée en février 2017 pour être nommé haut-commissaire de Niue en Nouvelle-Zélande (succédant à O'love Jacobsen),,.
Le vote pour les députés de village n'a pas lieu à Vaiea, à Liku ni à Namukulu, les députés sortants étant seuls candidats, par conséquent automatiquement reconduits. Les citoyens dans ces trois circonscriptions votent uniquement pour le scrutin national,.

## Campagne
La campagne électorale ne débute réellement que quelques jours avant le scrutin, les candidats faisant du porte-à-porte et distribuant des pamphlets. À Alofi-sud, les candidats sont invités par le conseil municipal à s'exprimer chacun leur tour en public pendant deux minutes, le soir du dimanche 30 avril. La « plupart pein[ent] à délivrer une présentation cohérente de leurs politiques », selon le site d'informations Tala Niue. Les deux candidats au poste de députation du village prennent la parole en premier, suivis de onze des vingt-trois candidats du scrutin national (hors-circonscription), dont Toke Talagi et O’love Jacobsen. Le premier annonce son intention d'augmenter les salaires des fonctionnaires, et les pensions de retraite, tandis que la seconde fait valoir son expérience de diplomate à Wellington : « Donnez-moi le poste de première ministre, et je vous montrerai ce que je peux faire ».
TV Niue et Radio Sunshine proposent un temps d'antenne gratuit à chaque candidat, avec la possibilité d'acheter du temps d'antenne supplémentaire. TV Niue offre à chaque candidat le choix entre la diffusion d'un clip de cinq minutes où le candidat s'exprime seul à l'écran et s'adresse aux électeurs, ou bien un entretien de vingt minutes avec l'équipe des journalistes.
Les candidats Togia Sioneholo, Crossley Tatui et Stan Kalauni font campagne ensemble, publiant un programme commun. Ils proposent notamment de privatiser les entreprises publiques qui sont en concurrence avec des entreprises privées existantes.

## Résultats
O’love Jacobsen termine première au scrutin national, et effectue ainsi son retour à l'Assemblée. Elle est la seule à être élue au scrutin national sans être député(e) sortant(e). Toke Talagi conserve son siège de député, terminant troisième, derrière Terry Coe. Parmi les six députés sortants qui se représentent au scrutin national, seul Togia Sioneholo, chef (informel) de l'opposition sortante, perd son siège : Il termine à la dixième place. Au niveau des villages, la quasi-totalité des députés sortants sont réélus. L'exception est l'ancien premier ministre Young Vivian, battu dans sa circonscription de Hakupu par son adversaire de longue date Michael Jackson. À Tuapa, où il n'y avait pas de député sortant, c'est Mona Ainu'u qui est élue. Enfin à Mutalau, les deux premiers candidats sont à égalité, ce qui nécessite un tirage au sort pour les départager. Maureen Melekitama est déclarée élue au tirage au sort, face au sortant Bill Vakaafi Motufoou, qui représentait la circonscription depuis dix-huit ans. Ce résultat porte à cinq le nombre de femmes siégeant à l'Assemblée - soit 25 %, un record.
Le vétéran Terry Coe apporte son soutien à la candidature d'O'love Jacobsen pour le poste de première ministre. L'Assemblée se réunit le 12 mai, et ré-élit Togiavalu Pihigia à la présidence du Parlement. (Le président devant être une personne externe.) Sir Toke Talagi est ensuite réélu premier ministre par les députés avec quinze voix, contre cinq pour O'love Jacobsen. Le premier ministre reconduit ses ministres sortants, dans son cabinet de quatre membres tel que prévu par la constitution : Pokotoa Sipeli, Billy Talagi et Dalton Tagelagi.

### Hors-circonscriptions
| Candidat                 | Voix | %   | Résultat        |
| ------------------------ | ---- | --- | --------------- |
| O’love Jacobsen          | 452  |     | élue            |
| Terry Coe                | 431  |     | réélu           |
| Toke Talagi              | 424  |     | réélu           |
| Stan Kalauni             | 407  |     | réélu           |
| Crossley Tatui           | 364  |     | réélu           |
| Joan Tahafa-Viliamu      | 296  |     | réélue          |
| Sauni Tongatule          | 282  |     | battu           |
| Willie Saniteli          | 257  |     | battu           |
| Dessyo Sioneholo         | 230  |     | battu           |
| Togia Sioneholo          | 227  |     | battu (sortant) |
| Grace Sisilia Talagi     | 217  |     | battue          |
| Igasiatama Mokole        | 211  |     | battu           |
| Moka Tano Puleosi        | 159  |     | battue          |
| Maru Talagi              | 145  |     | battu           |
| Ida Hekesi               | 134  |     | battue          |
| Norman Mitimeti          | 129  |     | battu           |
| Cherie Tafatu            | 127  |     | battue          |
| Catherine Papani         | 106  |     | battue          |
| Rozlyn Hipa              | 99   |     | battue          |
| Charles Magatogia        | 66   |     | battu           |
| Merry Anno Lui Iakopo    | 56   |     | battue          |
| Lagisia Manttan          | 41   |     | battu           |
| Tama Posimani            | 27   |     | battu           |
|                          |      |     |                 |
| Total suffrages exprimés | 4887 | 100 |                 |
| Votes valides            |      |     |                 |
| Votes blancs et nuls     |      |     |                 |
| Total des votants        |      |     |                 |
| Inscrits/Participation   |      |     |                 |

#### Par circonscription
| Circonscription | Candidat/Choix        | Votes | %   | Résultat                     |  |
| --------------- | --------------------- | ----- | --- | ---------------------------- |  |
| Alofi Nord      | Va'aiga Tukuitonga    | 44    |     | réélue                       |  |
| Alofi Nord      | Tutuli Heka           | 36    |     |                              |  |
| Alofi Nord      | Votes blancs ou nuls  |       | –   |                              |  |
| Alofi Nord      | Total                 |       |     |                              |  |
|                 |                       |       |     |                              |  |
| Alofi Sud       | Dalton Tagelagi       | 151   |     | réélu                        |  |
| Alofi Sud       | Laga Lavini           | 59    |     |                              |  |
| Alofi Sud       | Votes blancs ou nuls  |       | –   |                              |  |
| Alofi Sud       | Total                 |       | 100 |                              |  |
|                 |                       |       |     |                              |  |
| Avatele         | Billy Talagi          | 41    |     | réélu                        |  |
| Avatele         | Poimamao Vakanofiti   | 33    |     |                              |  |
| Avatele         | Votes blancs ou nuls  |       | –   |                              |  |
| Avatele         | Total                 |       | 100 |                              |  |
|                 |                       |       |     |                              |  |
| Hakupu          | Michael Jackson       | 56    |     | élu                          |  |
| Hakupu          | Young Vivian          | 48    |     | sortant battu                |  |
| Hakupu          | Votes blancs ou nuls  |       | –   |                              |  |
| Hakupu          | Total                 |       | 100 |                              |  |
|                 |                       |       |     |                              |  |
| Hikutavake      | Opili Talafasi        | 16    |     | réélu                        |  |
| Hikutavake      | Ian Hipa              | 11    |     |                              |  |
| Hikutavake      | Votes blancs ou nuls  |       | –   |                              |  |
| Hikutavake      | Total                 |       | 100 |                              |  |
|                 |                       |       |     |                              |  |
| Lakepa          | Halene Magatogia      | 31    | -   | réélu                        |  |
| Lakepa          | Bob Tunifo Talagi     | 15    |     |                              |  |
| Lakepa          | Votes blancs ou nuls  |       | –   |                              |  |
| Lakepa          | Total                 |       | 100 |                              |  |
|                 |                       |       |     |                              |  |
| Liku            | Pokotoa Sipeli        | -     | -   | reconduit (sans adversaires) |  |
|                 |                       |       |     |                              |  |
| Makefu          | Tofua Puletama        | 24    |     | réélu                        |  |
| Makefu          | Deve Kolose Talagi    | 16    |     |                              |  |
| Makefu          | Votes blancs ou nuls  |       | –   |                              |  |
| Makefu          | Total                 |       | 100 |                              |  |
|                 |                       |       |     |                              |  |
| Mutalau         | Maureen Melekitama    | 19    |     | élue (par tirage au sort)    |  |
| Mutalau         | Bill Vakaafi Motufoou | 19    |     | sortant battu                |  |
| Mutalau         | Makaseau Ioane        | 15    |     |                              |  |
| Mutalau         | Votes blancs ou nuls  |       | –   |                              |  |
| Mutalau         | Total                 |       | 100 |                              |  |
|                 |                       |       |     |                              |  |
| Namukulu        | Jack Lipitoa          | -     | -   | reconduit (sans adversaires) |  |
|                 |                       |       |     |                              |  |
| Tamakautoga     | Peter Funaki          | 39    |     | réélu                        |  |
| Tamakautoga     | Muiakituki Makani     | 34    |     |                              |  |
| Tamakautoga     | Votes blancs ou nuls  |       | –   |                              |  |
| Tamakautoga     | Total                 |       | 100 |                              |  |
|                 |                       |       |     |                              |  |
| Toi             | Dion Taufitu          | 10    |     | réélu                        |  |
| Toi             | Sione Kaulima         | 4     |     |                              |  |
| Toi             | Votes blancs ou nuls  |       | –   |                              |  |
| Toi             | Total                 |       | 100 |                              |  |
|                 |                       |       |     |                              |  |
| Tuapa           | Mona Ainu'u           | 23    |     | élue                         |  |
| Tuapa           | Krypton Mokesene      | 13    |     |                              |  |
| Tuapa           | Halafoou Mokalei      | 9     |     |                              |  |
| Tuapa           | Hale Ikitule          | 7     |     |                              |  |
| Tuapa           | Votes blancs ou nuls  |       | –   |                              |  |
| Tuapa           | Total                 |       | 100 |                              |  |
|                 |                       |       |     |                              |  |
| Vaiea           | Talaititama Talaiti   | -     | -   | reconduit (sans adversaires) |  |